# Lucy (film din 2014)
Lucy este un film de acțiune science fiction din 2014, regizat și scenarizat de Luc Besson, și produs de Europacorp. Filmul a fost turnat în Taipei, Paris și New York City, și îi are în rolurile principale pe Scarlett Johansson, Morgan Freeman, Amr Waked și Choi Min-sik.
Filmul a fost lansat pe 25 iulie 2014, devenind un succes la box office cu încasări de 313,4 milioane $ față de bugetul de producere de doar 40 milioane $, și preluând poziția a treia în topul filmelor de acțiune cu cele mai mari încasări la lansare având o protagonistă feminină, în spatele filmelor Wanted și Lara Croft: Tomb Raider. În film Scarlet Johansson o portretizează pe eroina principală, o femeie care capătă abilități psihice deosebite de la un drog nootropic. Filmul a primit în mare recenzii pozitive, fiind lăudată prestația lui Johansson, temele și efectele vizuale captivante sau intrigante, fiind criticată în schimb povestea complicată și ”fără sens”, în special focusarea ei pe mitul utilizării a 10% din creier și abilitățile rezultante.

## Despre ideea și realizarea filmului
Într-un într-un interviu acordat revistei Crave On Line (luat de William Bibbiani), Luc Besson, scenaristul, regizorul și producătorul filmului, face referiri la CPH4, un nume inventat de el pentru o substanța produsă natural de viitoarele mame, precum și la alte aspecte legate de realizarea filmului.
Într-un alt interviu (pe Vulture.com), Besson explică cât de departe a dorit să meargă în a trece dincolo de problema strictă a limitelor creierului uman, explorând cunoașterea propriu-zisă, spațiul și timpul.

## Distribuție
- Scarlett Johansson în rolul lui Lucy
- Morgan Freeman — Profesorul Norman
- Choi Min-sik — Mr. Jang:
- Amr Waked — Pierre Del Rio:
- Julian Rhind-Tutt — englezul
- Pilou Asbæk — Richard
- Analeigh Tipton — Caroline
- Nicolas Phongpheth — Jii